# Camaçari Futebol Clube
O Camaçari Futebol Clube é um clube brasileiro de futebol, da cidade de Camaçari, no estado da Bahia e suas cores são o azul e o branco.

## História
O Camaçari foi fundado no dia 8 de novembro de 1968 como Fluminense Futebol Clube, em homenagem ao clube homônimo do Rio e somente em 1989 foi profissionalizado, com o nome Fluminense Futebol Clube de Camaçari. Na época, o presidente do clube era Higino Santana Soares.
Ainda como Fluminense, o clube obteve o vice-campeonato da 2ª divisão de Profissionais do futebol baiano em 1989, perdendo o título em dois empates com o Jacuipense (2x2 em Camaçari e 0x0 em Conceição do Coité. O Fluminense era treinado por Chico Mutriz.
No início da década de 1990, o clube mudou o nome para Camaçari Futebol Clube, conquistando a Segunda Divisão estadual em 1991 e subindo para a divisão principal e sua melhor colocação no Campeonato Baiano, foi em 1998, ao terminar em terceiro lugar, atrás apenas do Bahia e do Vitória.
Em 1999, o clube disputou três competições: o Campeonato Baiano, a Copa do Brasil e a Taça Estado da Bahia. No Campeonato Baiano, ficou em 4º lugar, na Copa do Brasil, eliminou o Paraná Clube na primeira fase e, na segunda fase, perdeu para o Internacional de Porto Alegre. Na Taça Estado da Bahia, foi campeão invicto, disputando 14 jogos, nos quais ganhou 13 e empatou apenas um.
Em 2000, o Camaçari ficou em quarto lugar no Campeonato Baiano. e no ano seguinte, novamente terminou na quarta colocação no certame estadual, tendo o artilheiro do campeonato:  Marcos Chaves, o qual marcou 17 gols. Em 2005, foi vice-campeão da chave do interior do Campeonato Baiano e em 2010, o ficou em terceiro lugar no Campeonato Baiano, após eliminação nas semifinais da competição para o Vitória. O clube foi eliminado na primeira fase do Campeonato Brasileiro da Série D.

## Títulos
| Estaduais | Estaduais                   | Estaduais | Estaduais   |
|           | Competição                  | Títulos   | Temporadas  |
| --------- | --------------------------- | --------- | ----------- |
|           | Taça Estado da Bahia        | 1         | 1999        |
|           | Campeonato Baiano - Série B | 2         | 1991 e 1997 |

## Estatísticas

### Participações
|  | Participações em 2021 |

| Competição | Competição        | Temporadas | Melhor campanha                       | Estreia | Última | P | R |
| Bahia      | Campeonato Baiano | 20         | 3º colocado (1994, 1998, 2003 e 2010) | 1992    | 2012   |   | 2 |
| Bahia      | Segunda Divisão   | 6          | Campeão (1991 e 1997)                 | 1989    | 2021   | 2 |   |
| Brasil     | Série C           | 1          | 40º colocado (2000)                   | 2000    | 2000   | – | – |
| Brasil     | Série D           | 1          | 38º colocado (2010)                   | 2010    | 2010   | – |   |
| Brasil     | Copa do Brasil    | 1          | 2ª fase (1999)                        | 1999    | 1999   |   |   |

## Símbolos

### Mascote
O mascote do Camaçari é a guarajuba, espécie de peixe da família Carangidae, encontrado em certa abundância na região litorânea da cidade de Camaçari.

## Ranking da CBF
Ranking atualizado em dezembro de 2014
- Posição: 218º
- Pontuação: 51 pontos[1]

Ranking criado pela Confederação Brasileira de Futebol para pontuar todos os clubes do Brasil.